# Liste von Söhnen und Töchtern der Stadt Kingston (Jamaika)
Diese Liste führt ausschließlich Personen auf, die in der jamaikanischen Hauptstadt Kingston geboren wurden und in dieser Wikipedia mit einem Artikel vertreten sind:

## Bis 1900

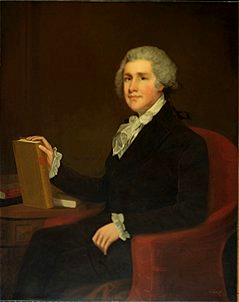
Alexander J. Dallas

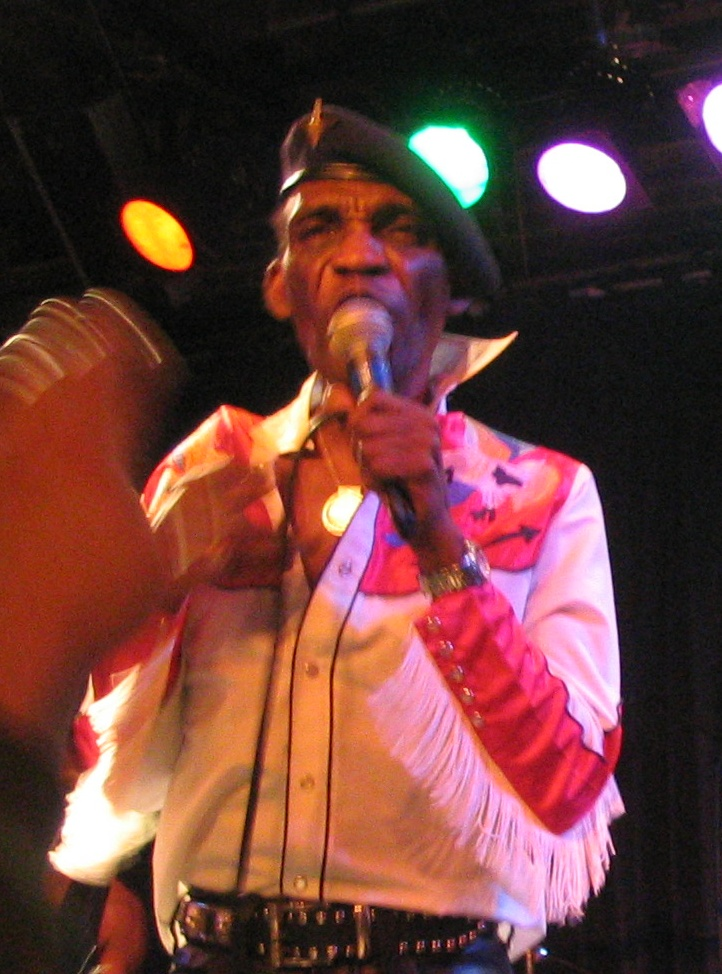
Desmond Dekker

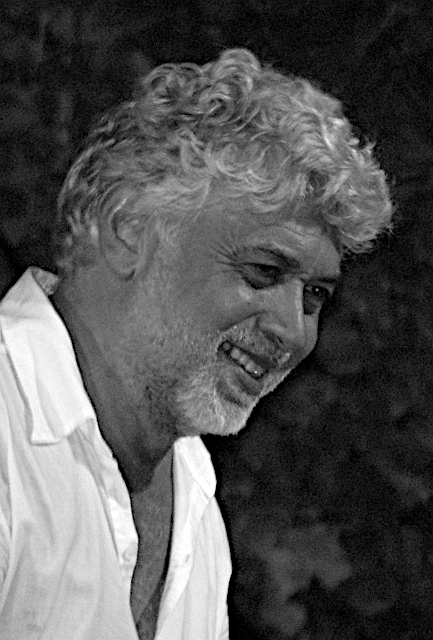
Monty Alexander

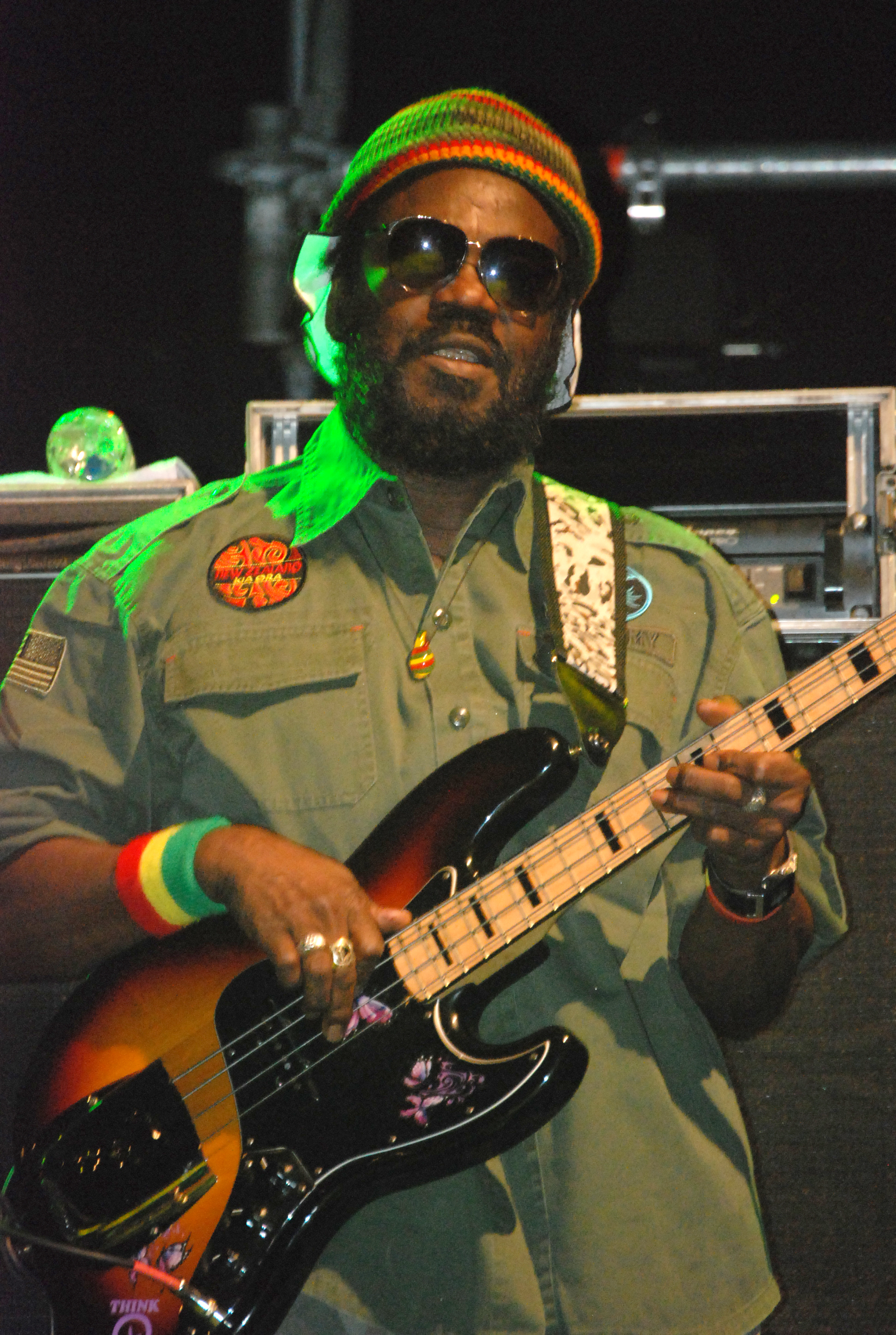
Aston Barrett

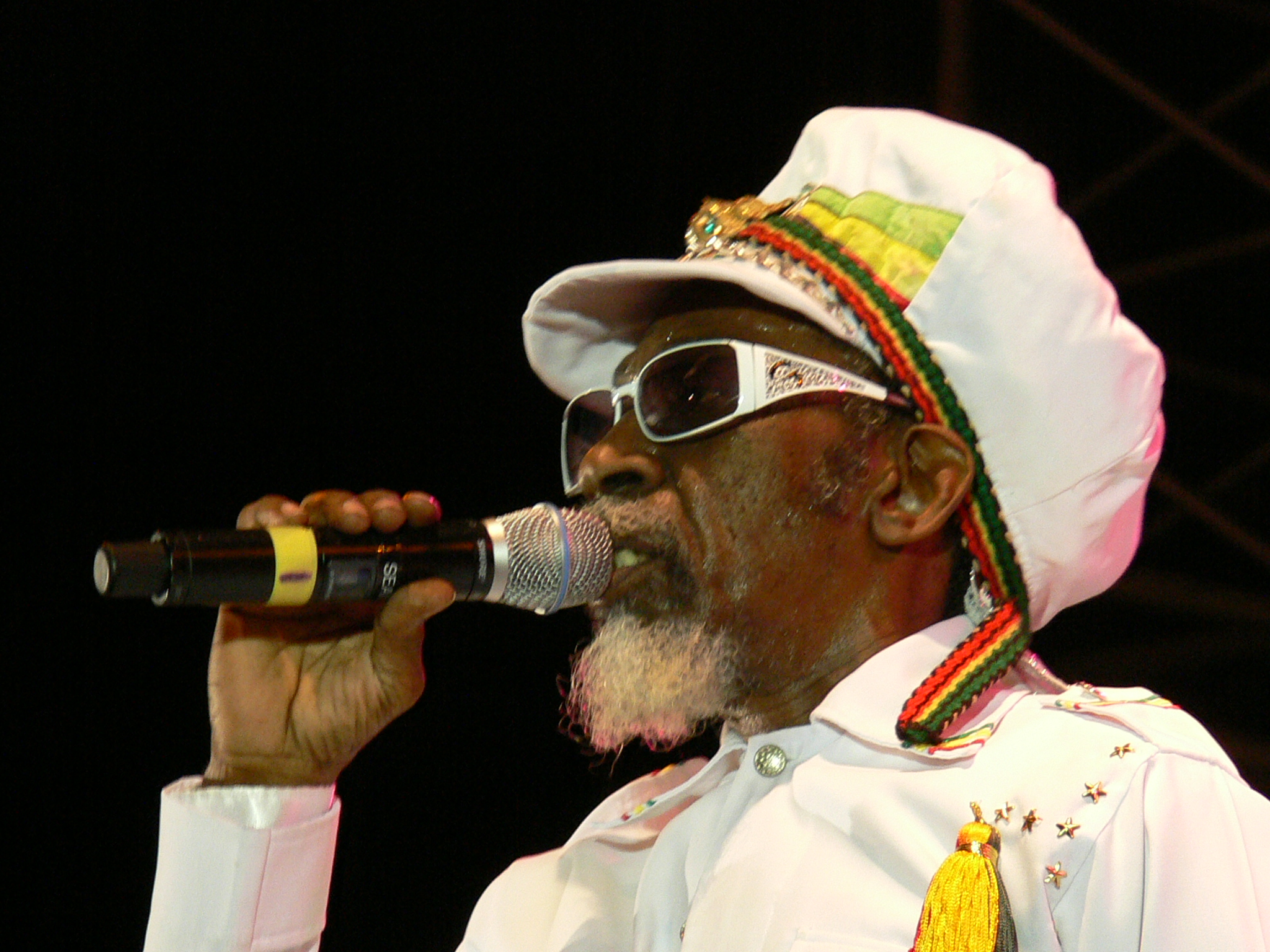
Bunny Wailer

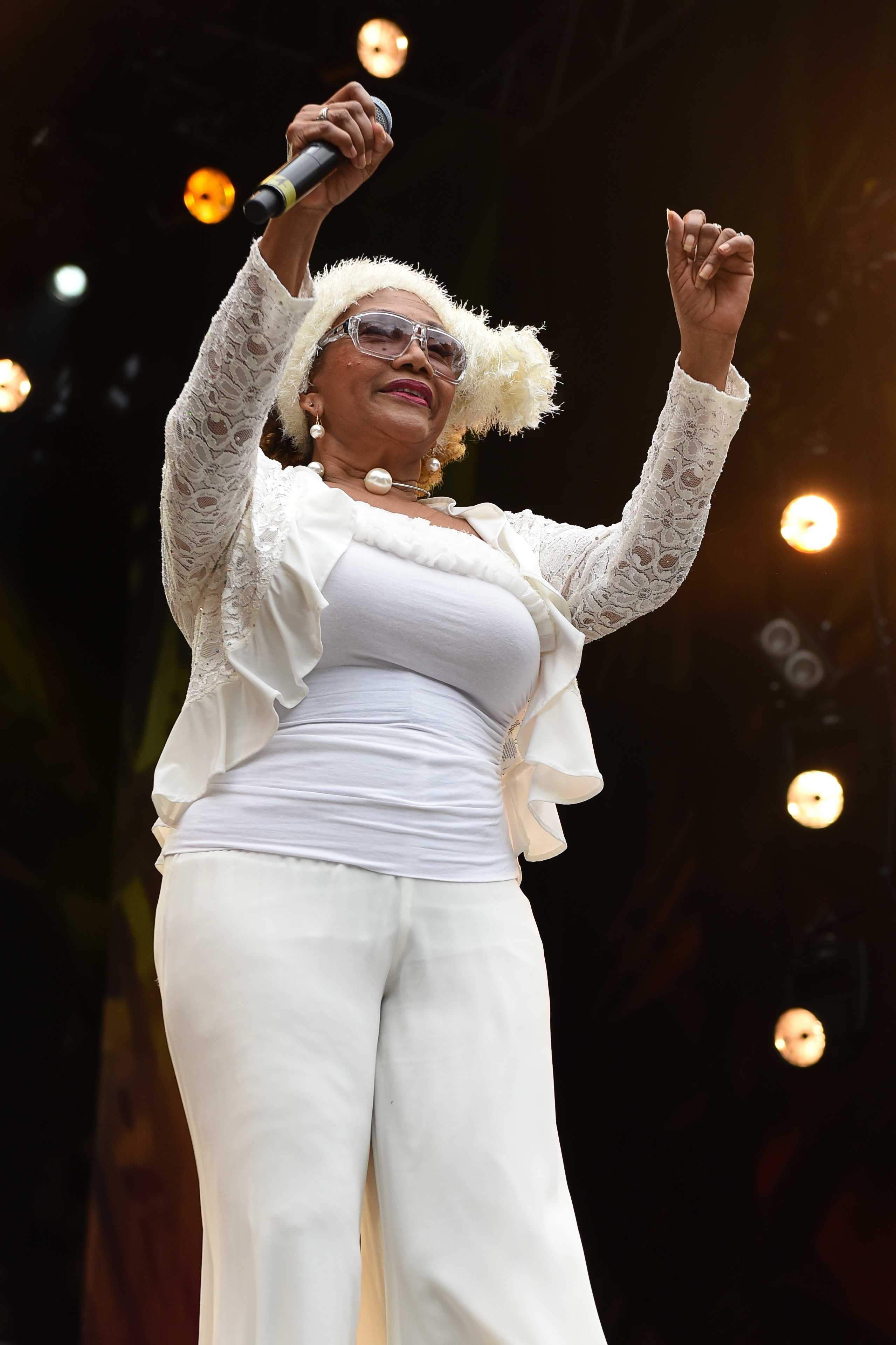
Marcia Griffiths

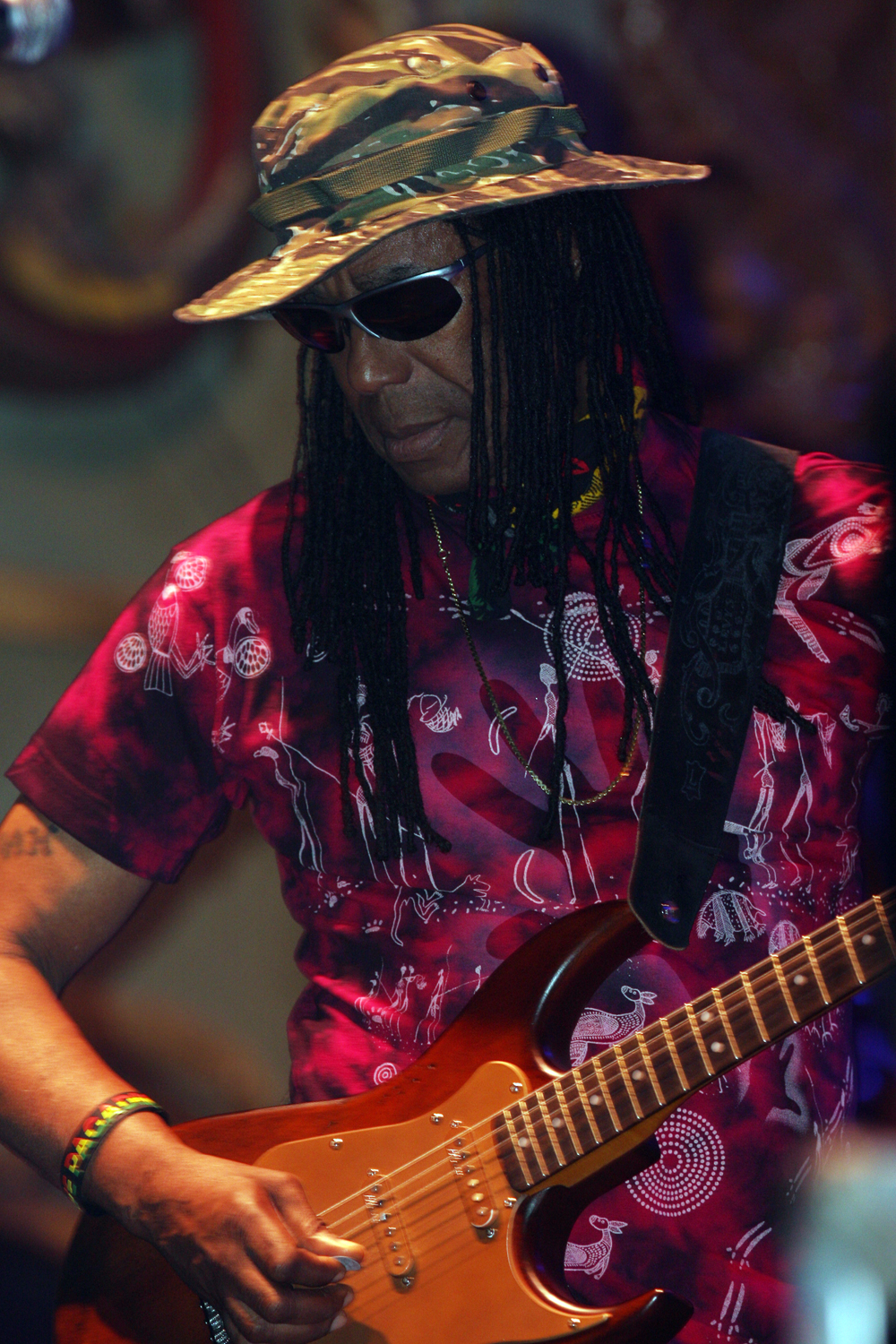
Junior Marvin

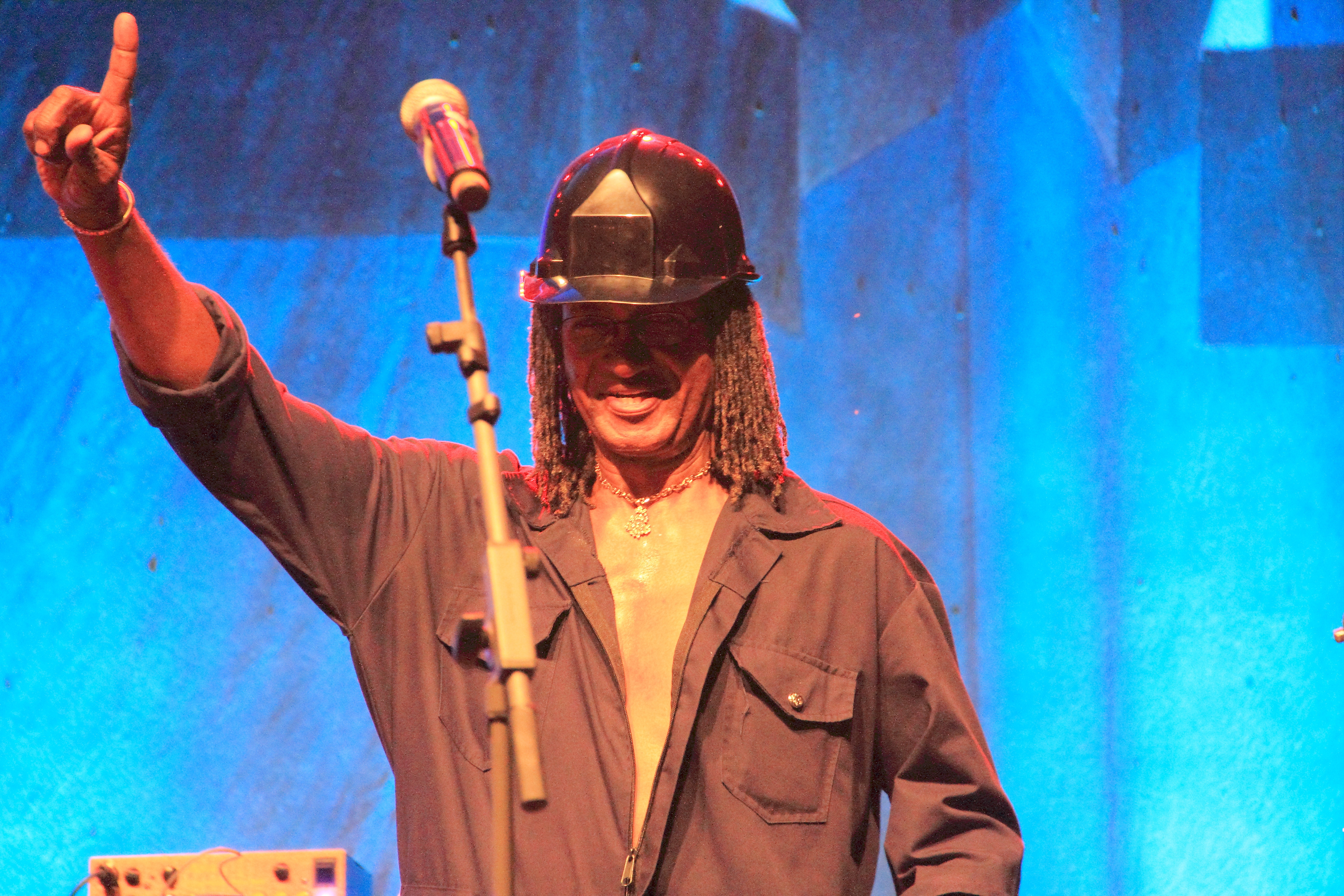
Sly Dunbar

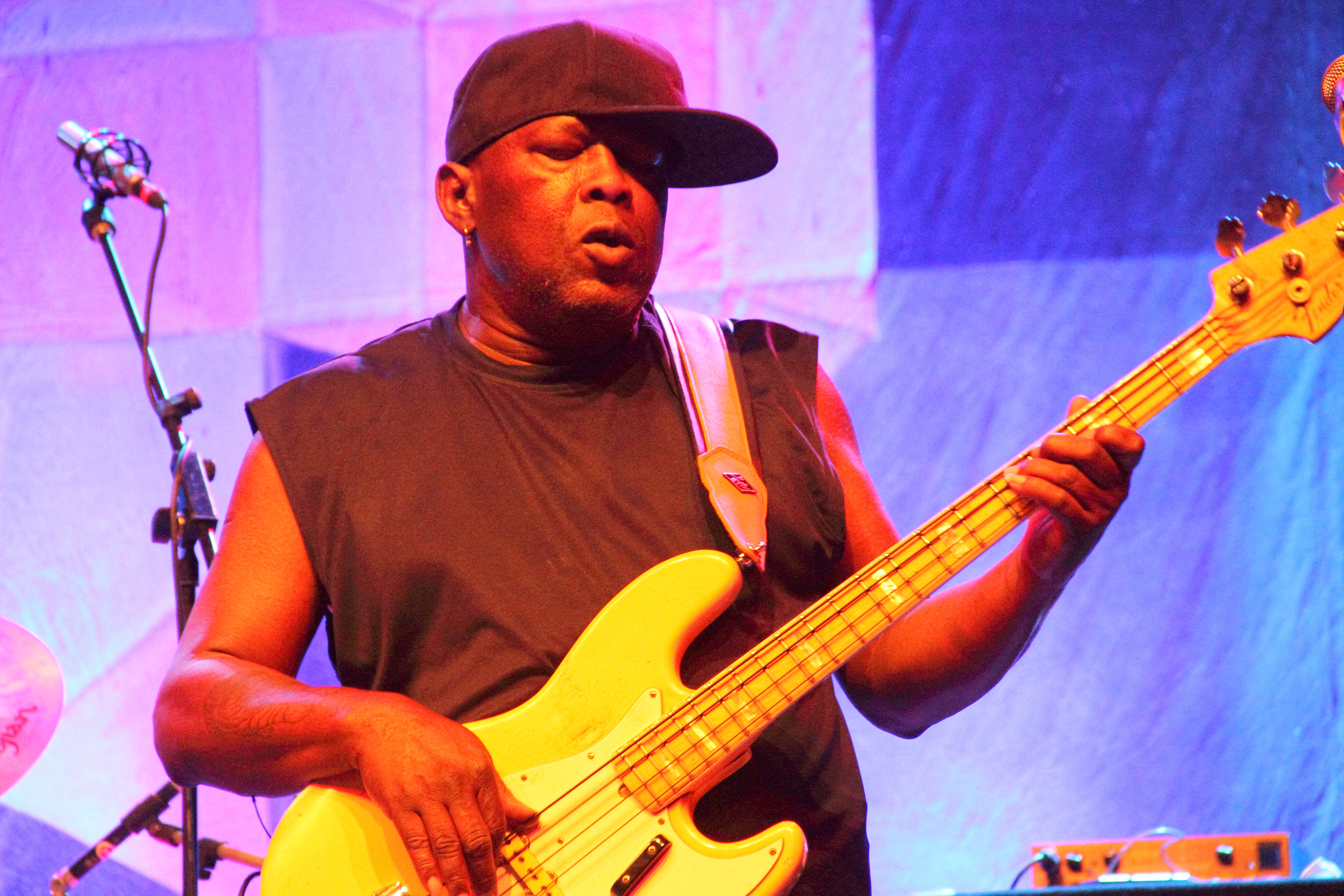
Robbie Shakespeare

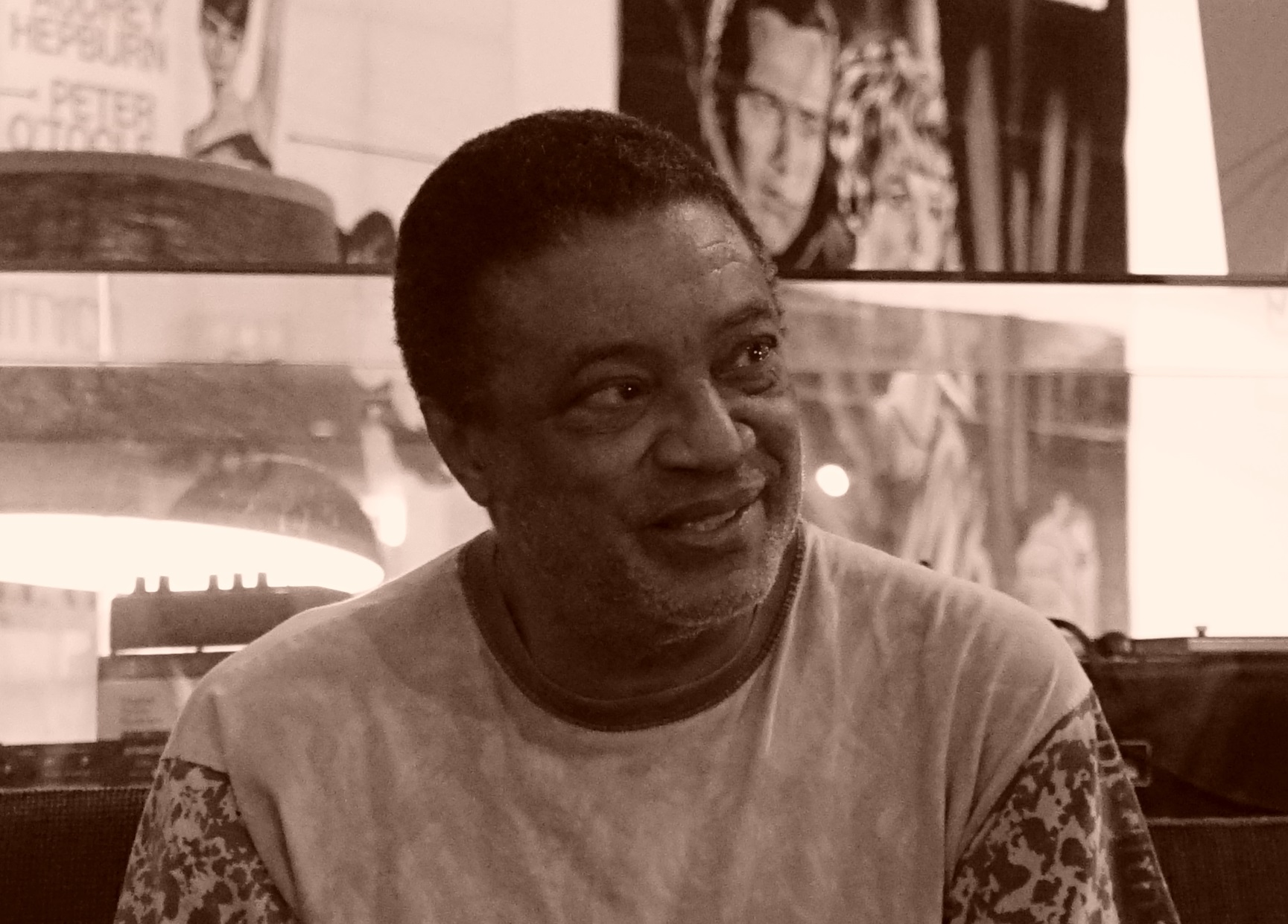
Tyrone Downie

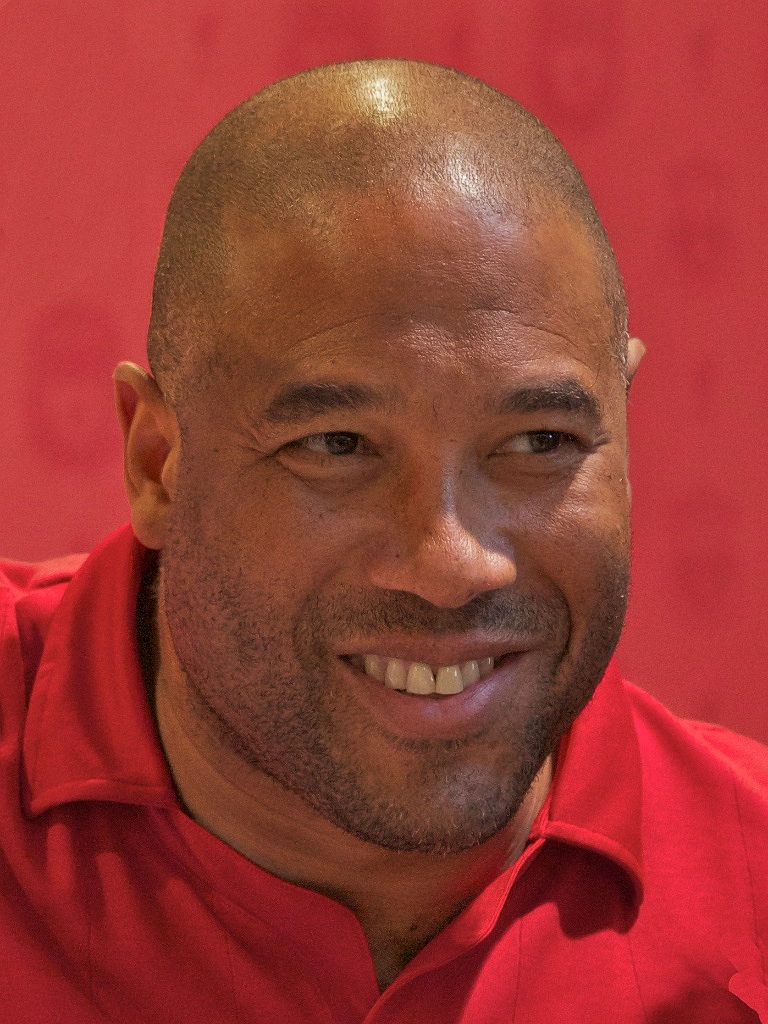
John Barnes

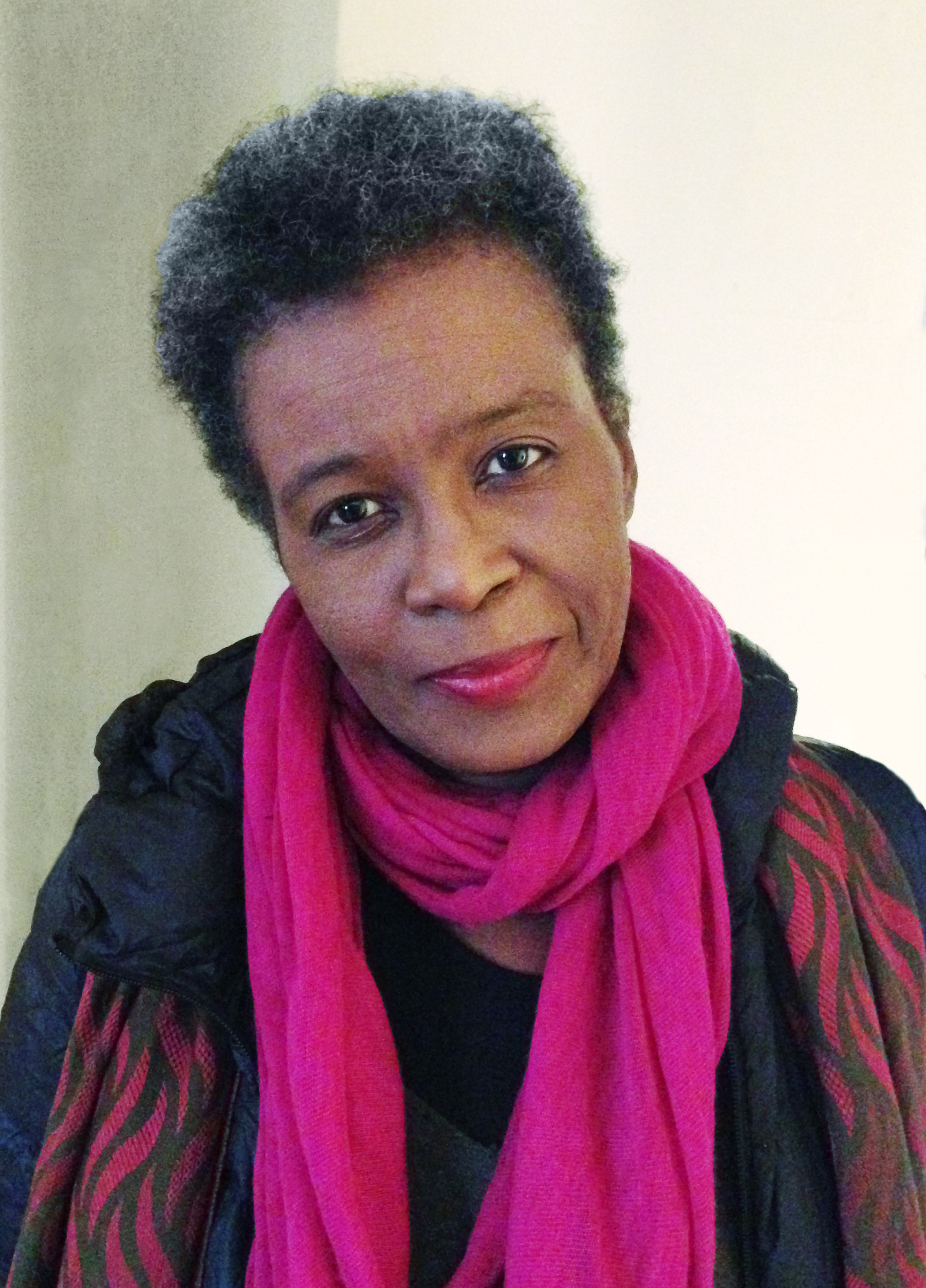
Claudia Rankine

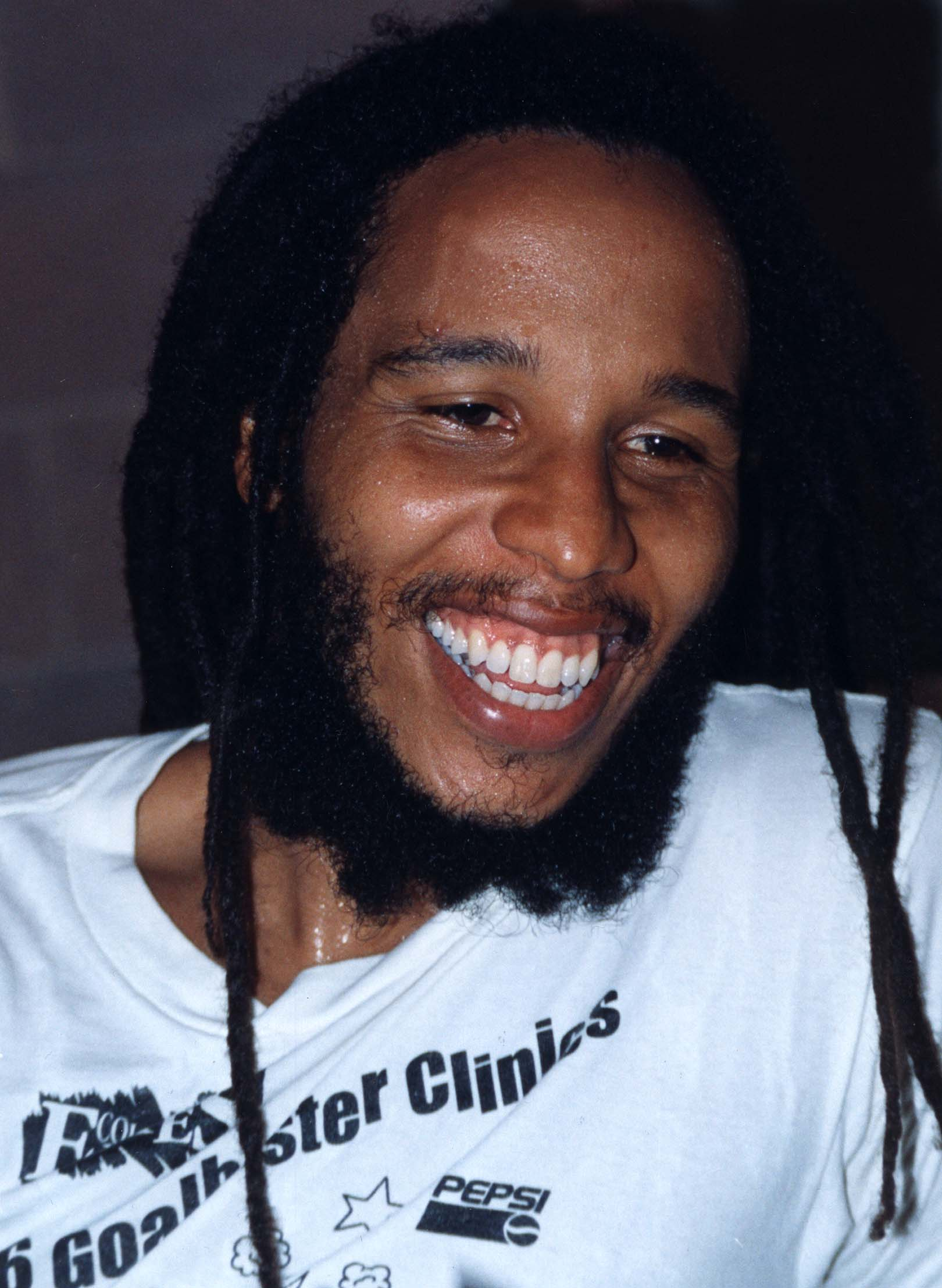
Ziggy Marley

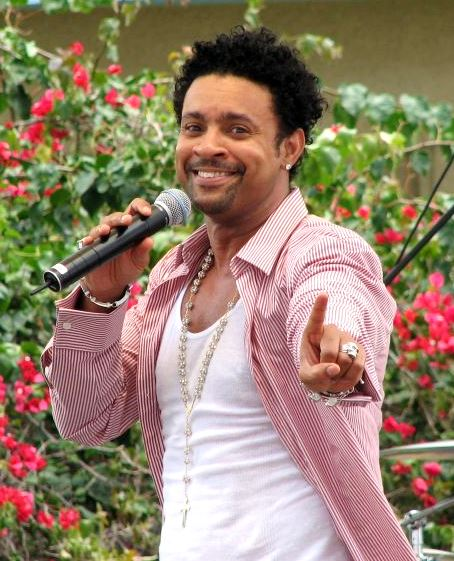
Shaggy

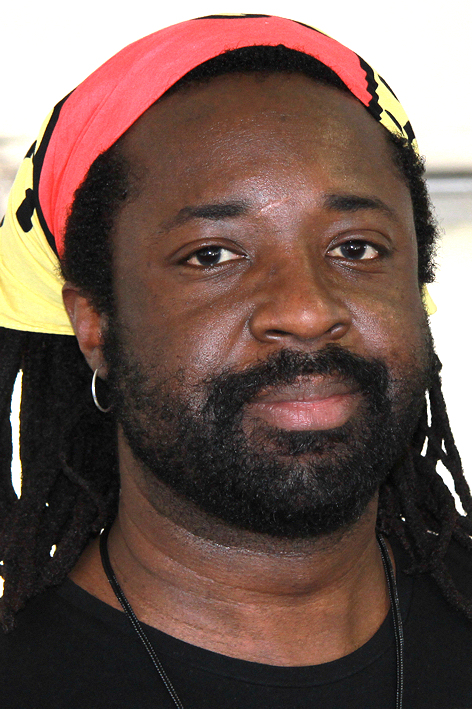
Marlon James

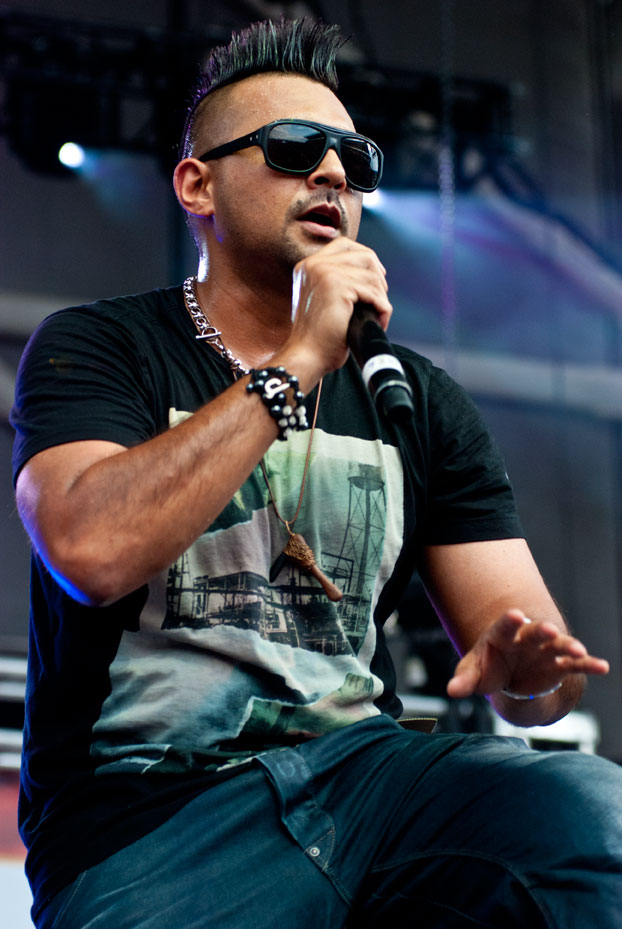
Sean Paul

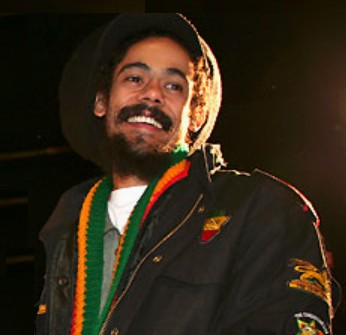
Damian Marley

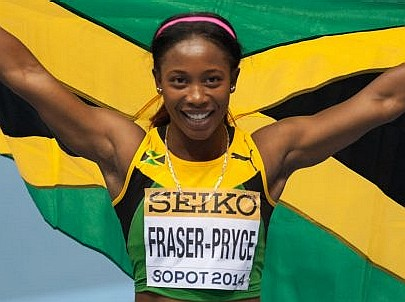
Shelly-Ann Fraser-Pryce

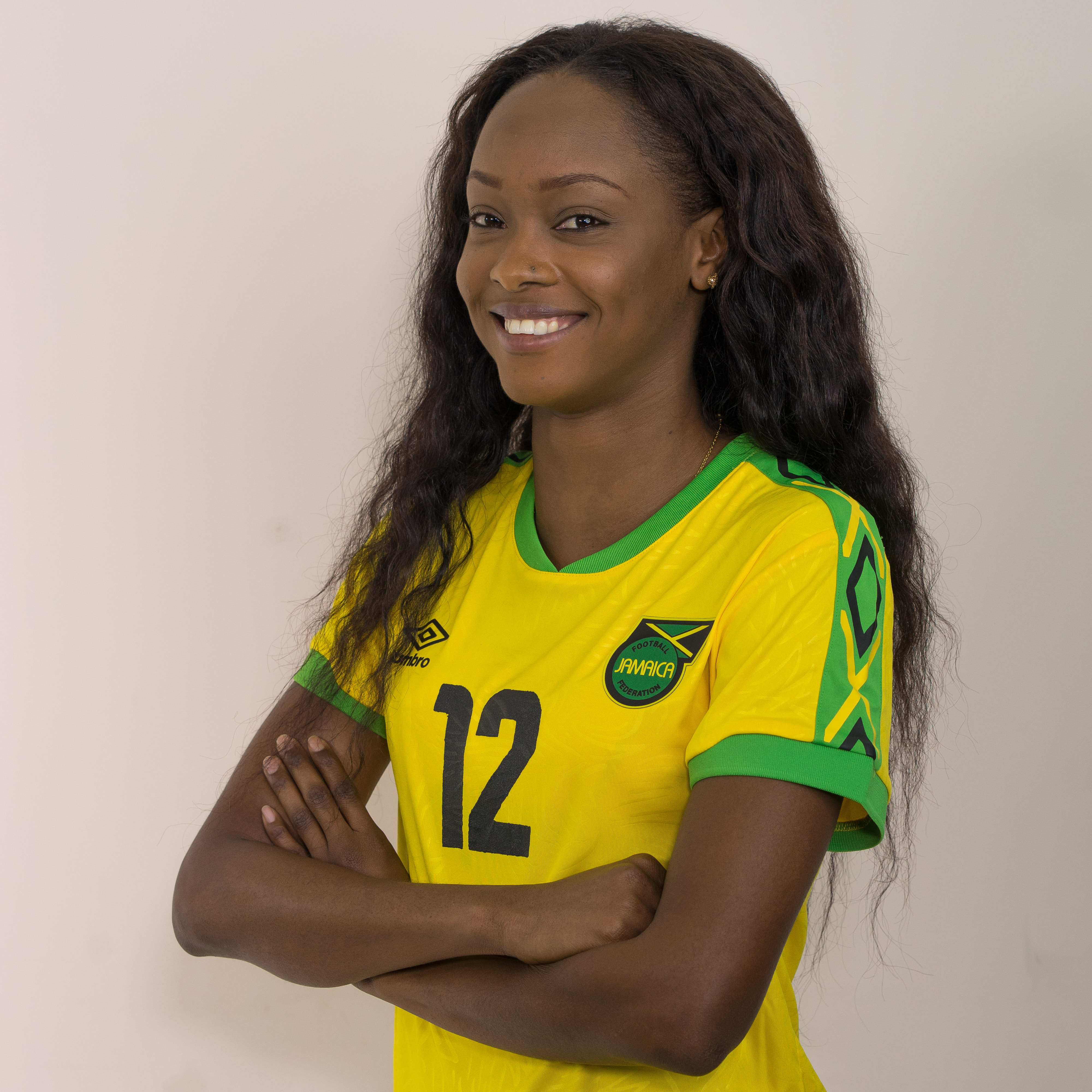
Sashana Campbell

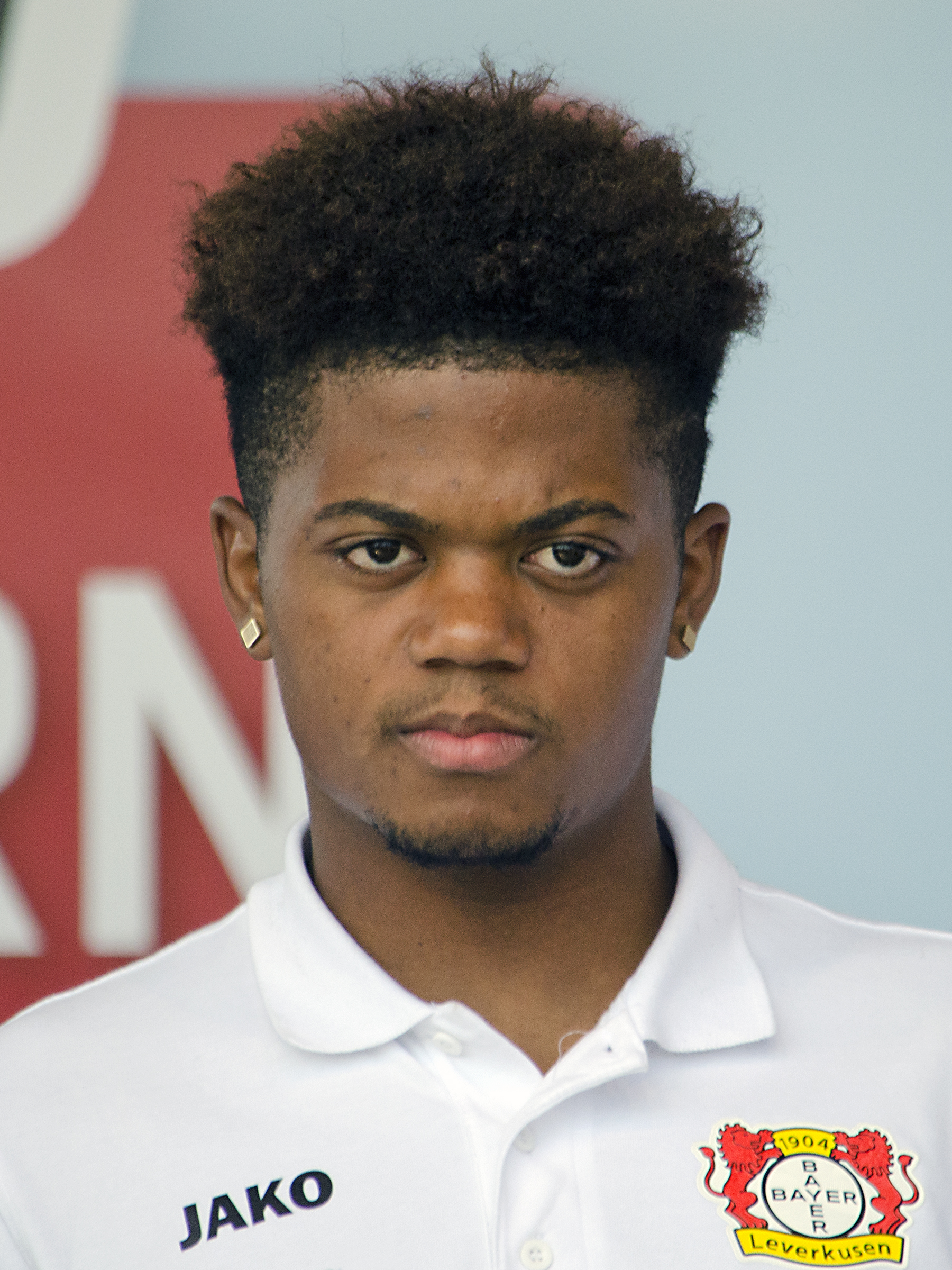
Leon Bailey

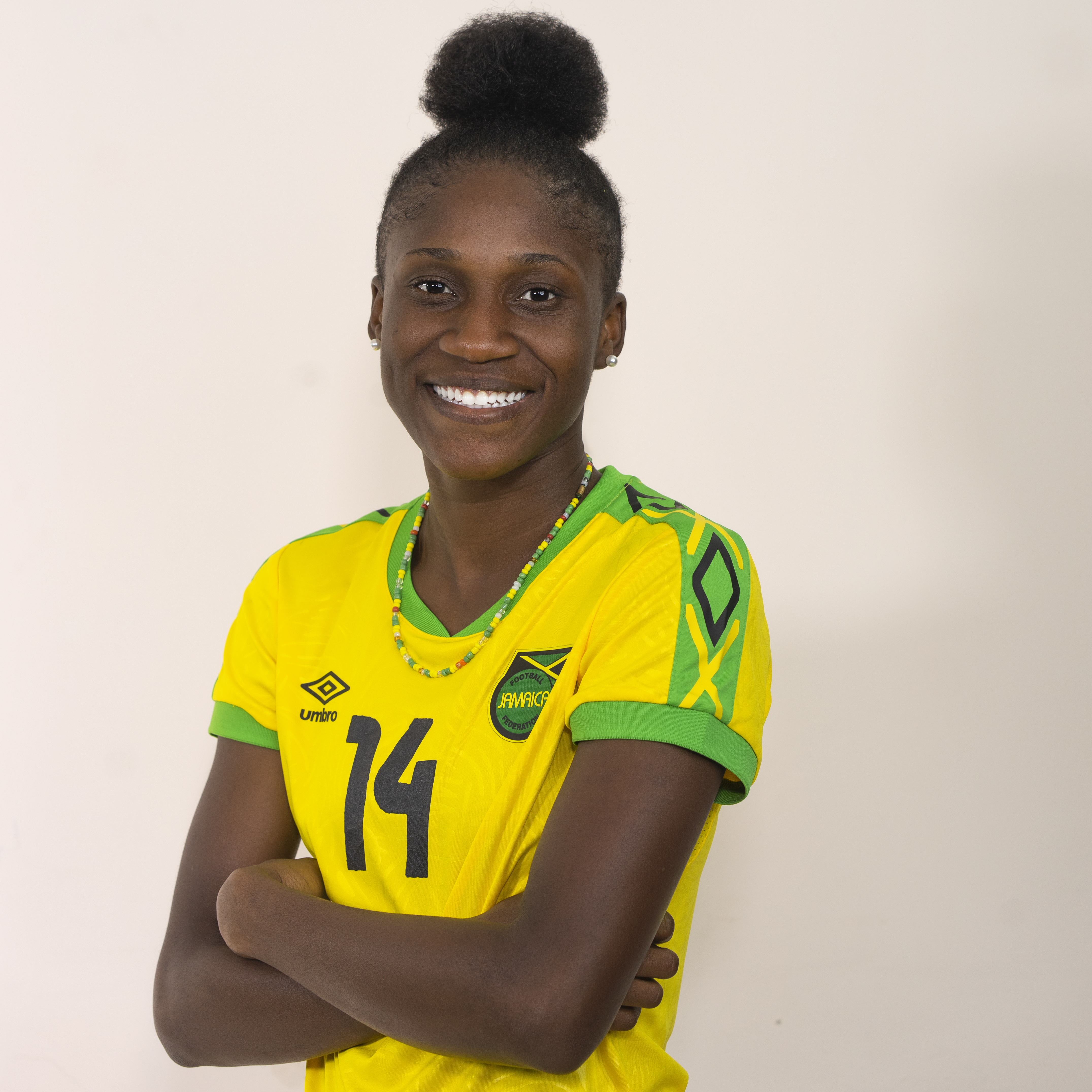
Deneisha Blackwood

- Alexander J. Dallas (1759–1817), US-amerikanischer Politiker
- Edward Philip Livingston (1779–1843), US-amerikanischer Politiker
- William F. Barrett (1844–1925), englischer Physiker
- Frederic Hymen Cowen (1852–1935), englischer Komponist und Dirigent
- Louis Magnus (1881–1950), französischer Eiskunstläufer und Eishockeyfunktionär
- Philip Granville (1894–1954), kanadischer Geher
- Amy Jacques Garvey (1895–1973), Journalistin und Vorkämpferin der panafrikanischen Bewegung

## 20. Jahrhundert

### 1901 bis 1940
- Leslie Thompson (1901–1987), britischer Jazzmusiker
- Roger Mais (1905–1955), Schriftsteller, Poet, Fotojournalist und Maler
- Florizel Glasspole ON, GCMG, GCVO, CD (1909–2000), Generalgouverneur von Jamaika sowie Gewerkschaftsfunktionär
- Coleridge Goode (1914–2015), britischer Jazz-Bassist
- Ken Khouri (1917–2003), Unternehmer, Musikproduzent und Studiobesitzer
- Gloria Cumper (1922–1995), Rechtsanwältin, Pädagogin und Sozialreformerin
- Cynthia Thompson (1922–2019), Sprinterin
- Louis Simpson (1923–2012), US-amerikanischer Lyriker, Kritiker und Pulitzer-Preisträger
- Sonny Bradshaw (1926–2009), Musiker, Radiomacher und Gewerkschafter
- Rudolph Green (1926–2016), Offizier und Oberbefehlshaber der Streitkräfte
- Esmond Edwards (1927–2007), US-amerikanischer Fotograf und Musikproduzent
- Keith Gardner (1929–2012), Leichtathlet
- Roy Burrowes (1930–1998), Jazzmusiker
- Byron LaBeach (1930–2021), Sprinter
- Lloyd Brevett (1931–2012), Musiker und Pionier der Ska-Musik
- Harold McNair (1931–1971), Calypsosänger und Jazzmusiker
- Dizzy Reece (* 1931), Jazz-Trompeter des Hardbop
- Lawrence Aloysius Burke SJ (1932–2010), Erzbischof des Erzbistums Kingston
- Coxsone Dodd, geb. Clement Seymour Dodd (1932–2004), Schallplattenproduzent
- Gladstone Anderson (1934–2015), Pianist und Bandleader
- Don Drummond (1934–1969), Mitglied der Urbesetzung der Skatalites
- Stuart Hall (1932–2014), britischer Soziologe, der sich auf Kulturwissenschaften spezialisiert hat
- Edward Lucie-Smith (* 1933), Dichter, Journalist und Kunsthistoriker
- Donald James Reece (* 1934), römisch-katholischer Erzbischof von Kingston
- Gladys Palmer (* vor 1935; † nach 1946), Jazz- und R&B-Sängerin
- Theophilus Beckford (1935–2001), Pianist
- Anthony Hampden Dickson (1935–2022), römisch-katholischer Bischof von Bridgetown
- Louis Martin (1936–2015), britischer Gewichtheber
- Big Pete Pearson, geb. Lewis Paul Pearson (* 1936), Blues-Sänger, Gitarrist und Bassist
- Karl „Cannonball“ Bryan (* 1937), Saxophonist
- Yvonne Brewster (* 1938), Schauspielerin, Theaterregisseurin und Theaterleiterin
- Prince Buster, geb. Cecil Bustamante Campbell (1938–2016), Ska-Musiker
- Bobby Carcassés (* 1938), kubanischer Jazzmusiker
- Madge Sinclair (1938–1995), jamaikanisch-US-amerikanische Schauspielerin
- Dennis Johnson (1939–2021), Leichtathlet
- Count Matchuki, geb. Winston Cooper (1939–1995), der erste jamaikanische Deejay
- Barry Chevannes (≈1940–2010), Soziologe und Sozialanthropologe
- Charles Henry Dufour (* 1940), römisch-katholischer Erzbischof von Kingston
- Garth Fagan (* 1940), Tänzer und Choreograph
- Vincent Ford (1940–2008), Songwriter

### 1941 bis 1950
- Desmond Dekker, geb. Desmond Adolphus Dacres (1941–2006), Reggae-Sänger
- Dickie Jobson (1941–2008), Filmemacher und Künstleragent
- Bunny Lee (1941–2020), Musikproduzent
- King Tubby, geb. Osbourne Ruddock (1941–1989), Reggae-Produzent und Tontechniker, der den Dub beeinflusste
- Barbara Bailey (* 1942), Erziehungswissenschaftlerin, Hochschullehrerin
- Nadine Isaacs (1942–2004), Architektin, Hochschullehrerin
- Anthony Clayton Winkler (1942–2015), Schriftsteller
- Thom Bell, geb. Thomas Randolph Bell (1943–2022), jamaikanisch-US-amerikanischer Musiker und Produzent
- Christopher González, (1943–2008), puertoricanisch-jamaikanischer Bildhauer und Maler
- Cedric Brooks (1943–2013), Musiker
- Errol Brown (1943–2015), jamaikanisch-britischer Sänger und Songwriter
- Dandy Livingstone, geb. Robert Livingstone Thompson (* 1943), Reggae-Musiker und Plattenproduzent
- Winston Riley (1943–2012), Songwriter und Musikproduzent
- Monty Alexander (* 1944), US-amerikanischer Jazz-Pianist
- Peter L. Brady (* 1945), Rear Admiral
- Stranger Cole, geb. Wilburn Theodore Cole (* 1945), Ska-, Rocksteady- und Reggae-Sänger und Komponist
- Aston Barrett (1946–2024), Reggae-E-Bassist (The Wailers)
- Douglas Ewart (* 1946), US-amerikanischer Jazz-Multiinstrumentalist, Komponist, Musikpädagoge und Instrumentenbauer
- Rupert Hoilette (1946–2023), Leichtathlet
- Lennox Miller (1946–2004), Leichtathlet
- John Simmonds (* 1946), Major General
- Willard White (* 1946), britisch-jamaikanischer  Opernsänger
- Lorna Goodison (* 1947), Schriftstellerin
- Bilal Philips, geb. Dennis Bradley Philips (* 1947), islamistischer Prediger und Autor
- Bunny Wailer (1947–2021), Reggae-Musiker
- Ken Boothe (* 1948), Ska- und Reggae-Sänger und Songwriter
- Junior Byles, geb. Kerrie Byles (1948–2025), Singjay des Rocksteady und des Roots-Reggae
- Henry Lawes (≈1948–1999), Musikproduzent
- Eleanor Alberga (* 1949), britische Komponistin
- Big Youth, geb. Manley Augustus Buchanan (* 1949), Deejay
- Junior Braithwaite, geb. Franklin Delano Alexander Braithwaite (1949–1999), Sänger
- Marcia Griffiths (* 1949), Sängerin
- Junior Marvin, geb. Donald Hanson Marvin Kerr Richards Jr. (* 1949), Gitarrist und Sänger
- Philip Akin (* 1950), kanadischer Schauspieler
- Carolyn Cooper (* 1950), Kulturwissenschaftlerin

### 1951 bis 1960
- Patricia Duncker (* 1951), britische Schriftstellerin und Hochschullehrerin
- Gregory Isaacs (1951–2010), Reggae-Sänger
- Xavier Mirander (* 1951), Radrennfahrer
- Donald Quarrie (* 1951), Sprinter und Olympiasieger
- Basil Wallace (* 1951), US-amerikanischer Schauspieler
- Sly Dunbar, geb. Lowell Dunbar (* 1952), Schlagzeuger und Produzent
- Hugh Fraser (* 1952), kanadischer Sprinter
- Leighton Hope (* 1952), kanadischer Sprinter
- Judy Mowatt (* 1952), Sängerin
- Mutabaruka, geb. Allan Hope (* 1952), Dub-Poet, Musiker, DJ und Radio-Moderator
- Dawn Penn, geb. Dawn Pickering (* 1952), Rocksteady- und Reggae-Sängerin
- Al Hedman (* 1953), jamaikanischer Dartspieler
- Marvin Nash (1953–2023), kanadischer Sprinter
- Beverly Ranger (* 1953), Fußballspielerin
- Robbie Shakespeare (1953–2021), Bassist und Keyboarder
- Lorna Boothe (* 1954), britische Hürdenläuferin
- Desmond Douglas (* 1955), englischer Tischtennisspieler
- Kool DJ Herc, geb. Clive Campbell (* 1955), jamaikanisch-US-amerikanischer DJ und Produzent
- Burro Banton (* 1956), Dancehall-Reggae-Sänger
- Tyrone Downie (1956–2022), Keyboarder, Pianist, Organist, Synthesizer-Spieler und Arrangeur
- Bernard Harvey (* 1956), Pianist, Keyboardist und Organist
- Mike McCallum (1956–2025), Boxer
- Sugar Minott, geb. Lincoln Barrington Minott (1956–2010), Reggae-Sänger, -Musiker, -Produzent und Soundsystem-Betreiber
- Yellowman (* 1956 oder 1959), Reggae-Sänger
- Eek-a-Mouse, geb. Ripton Joseph Hylton (* 1957), Reggae-Musiker
- Dean Fraser (* 1957), Reggae-Saxophonist
- Michael Rose (* 1957), Reggae-Sänger
- Peter Williams (* 1957), Schauspieler
- Carolyn Gomes (* 1958), Trägerin des Menschenrechtspreises der Vereinten Nationen 2008
- David Reivers (* 1958), US-amerikanischer Schauspieler
- Basil Watson (* 1958), Bildhauer
- Ranking Joe, geb. Joseph Jackson (* 1959), Reggae-Musiker und Deejay
- Sister Carol, geb. Carol Theresa East (* 1959), Reggaesängerin und Schauspielerin
- Lone Ranger, geb. Anthony Waldron (* vor 1960), Reggae-Deejay
- Owen Reece (* 1960), Boxer

### 1961 bis 1970
- Kathy-Ann Brown (* 1961), Richterin am Internationalen Seegerichtshof
- Pat Gelsinger (* 1961), Chief Executive Officer von VMware
- Angela McLean (* 1961), Biologin
- Tanya Chutkan (* 1962), US-amerikanische Anwältin und Juristin
- Patrick Ewing (* 1962), US-amerikanischer Basketballspieler und -trainer
- Sandra Farmer-Patrick (* 1962), US-amerikanische Leichtathletin und Olympiateilnehmerin
- Marilyn, geb. Peter Anthony Robinson (* 1962), Popsänger
- Sister Nancy, geb. Ophlin Russell-Myers (* 1962), weltweit erster weiblicher Dancehall-Deejay
- Courtney Walsh (* 1962), Cricketspieler
- John Barnes (* 1963), englischer Fußballspieler
- Chaka Demus (* 1963), Musiker
- Claudia Rankine (* 1963), US-amerikanische Schriftstellerin
- Sophia George (* 1964), Sängerin und Lehrerin
- Barrington Levy (* 1964), Ragga- und Dancehall-Musiker
- Daddy Freddy, geb. Frederic Nelson (* 1965), Musiker
- Frankie Paul, geb. Paul Blake (1965–2017), Dancehall-Musiker
- Junior Reid (* 1965), Reggaemusiker
- Robin Fraser (* 1966), US-amerikanischer Fußballspieler und -trainer
- Tenor Saw, geb. Clive Bright (1966–1988), Singjay des digitalen Reggaes
- Nicholas Morris (* 1967), jamaikanisch-deutscher Künstler
- Keturah Anderson (* 1968), kanadische Hürdenläuferin
- Ziggy Marley (* 1968), Reggaemusiker und Songwriter; Sohn von Bob Marley
- Shaggy, geb. Orville Richard Burrell (* 1968), Reggae-Musiker
- Billy Boyo (1969–2000), Kinderstar-Deejay des frühen Reggae-Dancehalls
- Spragga Benz, geb. Carlton Errington Grant (* 1969), Dancehall-Deejay
- Billy Boyo, geb. Billy Theophilus Rowe (1969–2000), Kinderstar-Deejay des frühen Reggae-Dancehalls
- Junior Kelly, geb. Keith Morgan (* 1969), Reggaemusiker
- Marlon James (* 1970), Schriftsteller
- Yami Bolo, geb. Rolando Ephraim McLean (* 1970), Reggaesänger

### 1971 bis 1980
- Frisco Kid, geb. Steve Webley Wray (* 1971), Reggae- und Dancehall-Deejay
- Bounty Killer (* 1972), Dancehall-Deejay, Reggae-Sänger
- Michael Meeks (* 1972), kanadischer Basketballspieler
- Juan Urteaga (* 1972), US-amerikanischer Metal-Sänger und Musikproduzent
- Buju Banton, geb. Mark Anthony Myrie (* 1973), Marroon, Reggae-Sänger
- Beenie Man, geb. Anthony Moses Davis (* 1973), Musiker
- Sean Paul (* 1973), Dancehall- und Reggaeinterpret
- Mark Shim (* 1973), Jazz-Saxophonist
- Andru Donalds (* 1974), Musiker und Komponist
- Kemel Thompson (* 1974), Hürdenläufer
- Jenna Wolfe (* 1974), US-amerikanische Fernsehjournalistin
- Elephant Man (* 1975), Dancehall-Deejay, Reggae-Sänger
- Mr. Vegas, geb. Clifford Smith (* 1975), Dancehall-Deejay, Reggae-Sänger
- Shawn Rhoden (1975–2021), jamaikanisch-amerikanischer Bodybuilder
- Michael Blackwood (* 1976), Sprinter
- Vybz Kartel, geb. Adidja Palmer (* 1976), Musiker und Dancehallkünstler
- Cham, eigentlich Dameon Beckett (* 1977), Dancehall-Musiker
- Parisa Fitz-Henley (* 1977), Schauspielerin
- Angel Doolas, geb. Devon Douglas (* 1978), Reggae- und Dancehall-Singjay
- Damian Marley (* 1978), Reggaemusiker; Sohn von Bob Marley
- Kei Miller (* 1978), Dichter, Schriftsteller und Literaturwissenschaftler
- Chris Gayle (* 1979), Cricketspieler
- Warrior King (* 1979), Reggae-Musiker
- Sanjay Ayre (* 1980), Sprinter
- Damani Ralph (* 1980), Fußballspieler
- Ronetta Smith (* 1980), Sprinterin
- Dwight Thomas (* 1980), Sprinter und Hürdenläufer

### 1981 bis 1990
- Mavado, geb. David Constantine Brooks (* 1981), Dancehall-Künstler
- Bling Dawg, geb. Marlon Ricardo Williams (* 1982), Reggae- und Dancehall-Deejay
- Conrad Williams (* 1982), britischer Leichtathlet
- Barrington Irving (* 1983), US-amerikanischer Pilot
- Germaine Mason (1983–2017), britischer Hochspringer
- Demar Phillips (* 1983), Fußballspieler
- Melaine Walker (* 1983), Hürdenläuferin
- Derrick Atkins (* 1984), Leichtathlet
- Kerron Stewart (* 1984), Leichtathletin
- Conkarah, geb. Nicholas Murray (* 1985), Reggae-Sänger
- Konshens, geb. Garfield Spence (* 1985), Reggae-Künstler
- Lee Boyd Malvo (* 1985), Serienmörder
- Alvis Reid (* 1985), E-Bassist
- Sanya Richards-Ross (* 1985), US-amerikanische Leichtathletin und Olympiasiegerin
- Luton Shelton (1985–2021), Fußballspieler
- Shelly-Ann Fraser-Pryce (* 1986), Sprinterin
- Latoya Greaves (* 1986), Hürdenläuferin
- Errol Anthony Stevens (* 1986), Fußballspieler
- Nickiesha Wilson (* 1986), Hürdenläuferin
- Simeon Jackson (* 1987), jamaikanisch-kanadischer Fußballspieler
- Samantha Henry-Robinson (* 1988), Sprinterin
- Julian Reid (* 1988), britisch-jamaikanischer Leichtathlet
- Andre Russell (* 1988), Cricketspieler
- Sheldon Cottrell (* 1989), Cricketspieler
- Yanique Haye-Smith (* 1990), Leichtathletin der Turks- und Caicosinseln
- Donna Henry (* 1990), Fußballnationalspielerin
- Alex Wilson (* 1990), Schweizer Sprinter

### 1991 bis 2000
- Sashana Campbell (* 1991), Fußballspielerin
- Chad Wright (* 1991), Leichtathlet
- Traves Smikle (* 1992), Diskuswerfer
- Samantha Hall (* 1993), Diskuswerferin
- Damion Lowe (* 1993), Fußballspieler
- Ashinia Miller (* 1993), Kugelstoßer
- Rovman Powell (* 1993), Cricketspieler
- Ashleigh Shim (* 1993), Fußballnationalspielerin und -trainerin
- Trudi Carter (* 1994), Fußballspielerin
- Fedrick Dacres (* 1994), Diskuswerfer
- Brandon King (* 1994), Cricketspieler
- Raheem Sterling (* 1994), englisch-jamaikanischer Fußballspieler
- Megan Tapper, geb. Simmonds (* 1994), Hürdenläuferin
- Fabian Allen (* 1995), Cricketspieler
- Nayoka Clunis (* 1995), Hammerwerferin
- Russell Hall (* ≈1995), Jazzmusiker
- Amoy Brown (* 1996), Fußballspieler
- Tajay Gayle (* 1996), Weitspringer
- Skip Marley (* 1996), Sänger und Songwriter
- Leon Bailey (* 1997), Fußballspieler
- Deneisha Blackwood (* 1997), Fußballspielerin
- Akeem Bloomfield (* 1997), Sprinter
- Janeek Brown (* 1998), Hürdenläuferin
- Carey McLeod (* 1998), Leichtathlet
- Jelani Walker (* 1998), Sprinter
- Orlando Bennett (* 1999), Hürdenläufer
- Javain Brown (* 1999), Fußballspieler
- Tyreek Magee (* 1999), Fußballspieler
- Shiann Salmon (* 1999), Hürdenläuferin
- Stacey-Ann Williams (* 1999), Sprinterin
- Navasky Anderson (* 2000), Mittelstreckenläufer
- Rasheed Broadbell (* 2000), Hürdenläufer
- Wayne Pinnock (* 2000), Weitspringer
- Tarees Rhoden (* 2000), Mittelstreckenläufer

## 21. Jahrhundert
- Jahshaun Anglin (* 2001), Fußballspieler
- Lanae-Tava Thomas (* 2001), jamaikanisch-US-amerikanische Sprinterin
- Ralford Mullings (* 2002), Diskuswerfer
- Ackera Nugent (* 2002), Hürdenläuferin
- Roshawn Clarke (* 2004), Hürdenläufer
- Jaydon Hibbert (* 2005), Dreispringer